# Campionati europei di sollevamento pesi 1974
I Campionati europei di sollevamento pesi 1974, 55ª edizione della manifestazione, si svolsero a Verona dal 29 maggio al 6 giugno 1974.

## Titoli in palio
| Categoria            | Eventi         | Atleti |
| -------------------- | -------------- | ------ |
| Pesi mosca           | Fino a 52 kg   | 13     |
| Pesi gallo           | Fino a 56 kg   | 13     |
| Pesi piuma           | Fino a 60 kg   | 20     |
| Pesi leggeri         | Fino a 67.5 kg | 19     |
| Pesi medi            | Fino a 75 kg   | 25     |
| Pesi massimi leggeri | Fino a 82.5 kg | 19     |
| Pesi mediomassimi    | Fino a 90 kg   | 19     |
| Pesi massimi         | Fino a 110 kg  | 20     |
| Pesi supermassimi    | Oltre i 110 kg | 11     |

## Nazioni partecipanti
Le nazioni che hanno partecipato ai campionati furono 25 per un totale di 159 atleti partecipanti. Tra parentesi i partecipanti per nazione.
- Albania (9)
- Austria (4)
- Belgio (3)
- Bulgaria (9)
- Cecoslovacchia (7)
- Danimarca (4)
- Finlandia (6)
- Francia (6)
- Germania Est (8)
- Germania Ovest (8)
- Grecia (9)
- Islanda (2)
- Italia (9)
- Jugoslavia (2)
- Norvegia (3)
- Paesi Bassi (4)
- Polonia (9)
- Regno Unito (9)
- Romania (5)
- Spagna  (4)
- Svezia (9)
- Svizzera (3)
- Turchia (9)
- Ungheria (9)
- Unione Sovietica (9)

## Risultati
| Evento  | Oro                | Oro      | Argento            | Argento  | Bronzo             | Bronzo   |
| 52 kg   | 52 kg              | 52 kg    | 52 kg              | 52 kg    | 52 kg              | 52 kg    |
| ------- | ------------------ | -------- | ------------------ | -------- | ------------------ | -------- |
| Strappo | Mustafa Mustafov   | 100,0 kg | György Kőszegi     | 97,5 kg  | Zygmunt Smalcerz   | 97,5 kg  |
| Slancio | Zygmunt Smalcerz   | 132,5 kg | Lajos Szűcs        | 130,0 kg | Mustafa Mustafov   | 127,5 kg |
| Totale  | Zygmunt Smalcerz   | 230,0 kg | Lajos Szűcs        | 227,5 kg | Mustafa Mustafov   | 227,5 kg |
| 56 kg   |                    |          |                    |          |                    |          |
| Strappo | Vladimir Anikin    | 110,0 kg | Atanas Kirov       | 110,0 kg | Włodzimierz Jakub  | 107,5 kg |
| Slancio | Atanas Kirov       | 147,5 kg | Karel Prohl        | 140,0 kg | Vladimir Anikin    | 137,5 kg |
| Totale  | Atanas Kirov       | 257,5 kg | Vladimir Anikin    | 247,5 kg | Karel Prohl        | 245,0 kg |
| 60 kg   |                    |          |                    |          |                    |          |
| Strappo | Georgi Todorov     | 120,0 kg | János Benedek      | 120,0 kg | Dito Šanidze       | 120,0 kg |
| Slancio | Georgi Todorov     | 152,5 kg | Dito Šanidze       | 152,5 kg | Norajr Nurikjan    | 150,0 kg |
| Totale  | Georgi Todorov     | 272,5 kg | Dito Šanidze       | 272,5 kg | Norajr Nurikjan    | 265,0 kg |
| 67,5 kg |                    |          |                    |          |                    |          |
| Strappo | Zbigniew Kaczmarek | 132,5 kg | Mucharbij Kiržinov | 127,5 kg | Walter Legel       | 125,0 kg |
| Slancio | Mucharbij Kiržinov | 172,5 kg | Zbigniew Kaczmarek | 165,0 kg | Henryk Rum         | 160,0 kg |
| Totale  | Mucharbij Kiržinov | 300,0 kg | Zbigniew Kaczmarek | 297,5 kg | Walter Legel       | 280,0 kg |
| 75 kg   |                    |          |                    |          |                    |          |
| Strappo | Nedelčo Kolev      | 152,5 kg | Peter Wenzel       | 145,0 kg | András Stark       | 142,5 kg |
| Slancio | Nedelčo Kolev      | 187,5 kg | Viktor Kurencov    | 185,0 kg | Peter Wenzel       | 182,5 kg |
| Totale  | Nedelčo Kolev      | 340,0 kg | Peter Wenzel       | 327,5 kg | Viktor Kurencov    | 325,0 kg |
| 82,5 kg |                    |          |                    |          |                    |          |
| Strappo | Vladimir Ryženkov  | 160,0 kg | Rumen Rusev        | 157,5 kg | Trendafil Stojčev  | 152,5 kg |
| Slancio | Vladimir Ryženkov  | 197,5 kg | Trendafil Stojčev  | 195,0 kg | Rumen Rusev        | 187,5 kg |
| Totale  | Vladimir Ryženkov  | 357,5 kg | Trendafil Stojčev  | 347,5 kg | Rumen Rusev        | 345,0 kg |
| 90 kg   |                    |          |                    |          |                    |          |
| Strappo | Andon Nikolov      | 175,0 kg | David Rigert       | 172,5 kg | Sergej Poltorackij | 162,5 kg |
| Slancio | David Rigert       | 212,5 kg | Andon Nikolov      | 210,0 kg | Peter Petzold      | 200,0 kg |
| Totale  | David Rigert       | 385,0 kg | Andon Nikolov      | 385,0 kg | Sergej Poltorackij | 362,5 kg |
| 110 kg  |                    |          |                    |          |                    |          |
| Strappo | Valentin Hristov   | 167,5 kg | Jürgen Ciezki      | 165,0 kg | Valerij Ustjužin   | 162,5 kg |
| Slancio | Valerij Ustjužin   | 227,5 kg | Valentin Hristov   | 220,0 kg | Jürgen Ciezki      | 205,0 kg |
| Totale  | Valerij Ustjužin   | 390,0 kg | Valentin Hristov   | 387,5 kg | Jürgen Ciezki      | 370,0 kg |
| +110 kg |                    |          |                    |          |                    |          |
| Strappo | Vasilij Alekseev   | 187,5 kg | Serge Reding       | 175,0 kg | Gerd Bonk          | 167,5 kg |
| Slancio | Gerd Bonk          | 235,0 kg | Vasilij Alekseev   | 235,0 kg | Serge Reding       | 225,0 kg |
| Totale  | Vasilij Alekseev   | 422,5 kg | Gerd Bonk          | 402,5 kg | Serge Reding       | 400,0 kg |

## Medagliere

### Grandi (totale)
Riferito al totale dell'esercizio: 8 nazioni sono entrate nel medagliere. 
| Posiz. | Nazione          | Oro | Argento | Bronzo | Totale |
| ------ | ---------------- | --- | ------- | ------ | ------ |
| 1      | Unione Sovietica | 5   | 2       | 2      | 9      |
| 2      | Bulgaria         | 3   | 3       | 3      | 9      |
| 3      | Polonia          | 1   | 1       | 0      | 2      |
| 4      | Germania Est     | 0   | 2       | 1      | 3      |
| 5      | Ungheria         | 0   | 1       | 0      | 1      |
| 6      | Austria          | 0   | 0       | 1      | 1      |
| 6      | Belgio           | 0   | 0       | 1      | 1      |
| 6      | Cecoslovacchia   | 0   | 0       | 1      | 1      |
| Totale | Totale           | 9   | 9       | 9      | 27     |

### Grandi (totale) e Piccole (Strappo e Slancio)
Riferito al totale dell'esercizio e delle due specialità: 8 nazioni sono entrate nel medagliere. 
| Posiz. | Nazione          | Oro | Argento | Bronzo | Totale |
| ------ | ---------------- | --- | ------- | ------ | ------ |
| 1      | Unione Sovietica | 12  | 7       | 6      | 25     |
| 2      | Bulgaria         | 11  | 8       | 7      | 26     |
| 3      | Polonia          | 3   | 2       | 3      | 8      |
| 4      | Germania Est     | 1   | 4       | 5      | 10     |
| 5      | Ungheria         | 0   | 4       | 1      | 5      |
| 6      | Belgio           | 0   | 1       | 2      | 3      |
| 7      | Cecoslovacchia   | 0   | 1       | 1      | 2      |
| 8      | Austria          | 0   | 0       | 2      | 2      |
| Totale | Totale           | 27  | 27      | 27     | 81     |

## Classifica a squadre
Il sistema di punteggio è basato sui punti distribuiti per l'esercizio totale in base allo schema adottato nel 1973:
| Pos. | Squadra          | Punti |
| ---- | ---------------- | ----- |
| 1    | Unione Sovietica | 94    |
| 2    | Bulgaria         | 87    |
| 3    | Germania Est     | 58    |
| 4    | Polonia          | 56    |
| 5    | Ungheria         | 48    |
| 6    | Cecoslovacchia   | 36    |
| 7    | Finlandia        | 24    |
| 8    | Germania Ovest   | 15    |
| 9    | Svezia           | 15    |
| 10   | Romania          | 14    |
| 11   | Francia          | 14    |
| 12   | Italia           | 10    |
| 13   | Belgio           | 9     |
| 14   | Austria          | 8     |
| 15   | Regno Unito      | 6     |
| 16   | Albania          | 6     |
| 17   | Svizzera         | 4     |
| 18   | Grecia           | 3     |
| 18   | Islanda          | 3     |
| 20   | Turchia          | 2     |
| —    | Danimarca        | 0     |
| —    | Jugoslavia       | 0     |
| —    | Norvegia         | 0     |
| —    | Paesi Bassi      | 0     |
| —    | Spagna           | 0     |